# Listovní tajemství

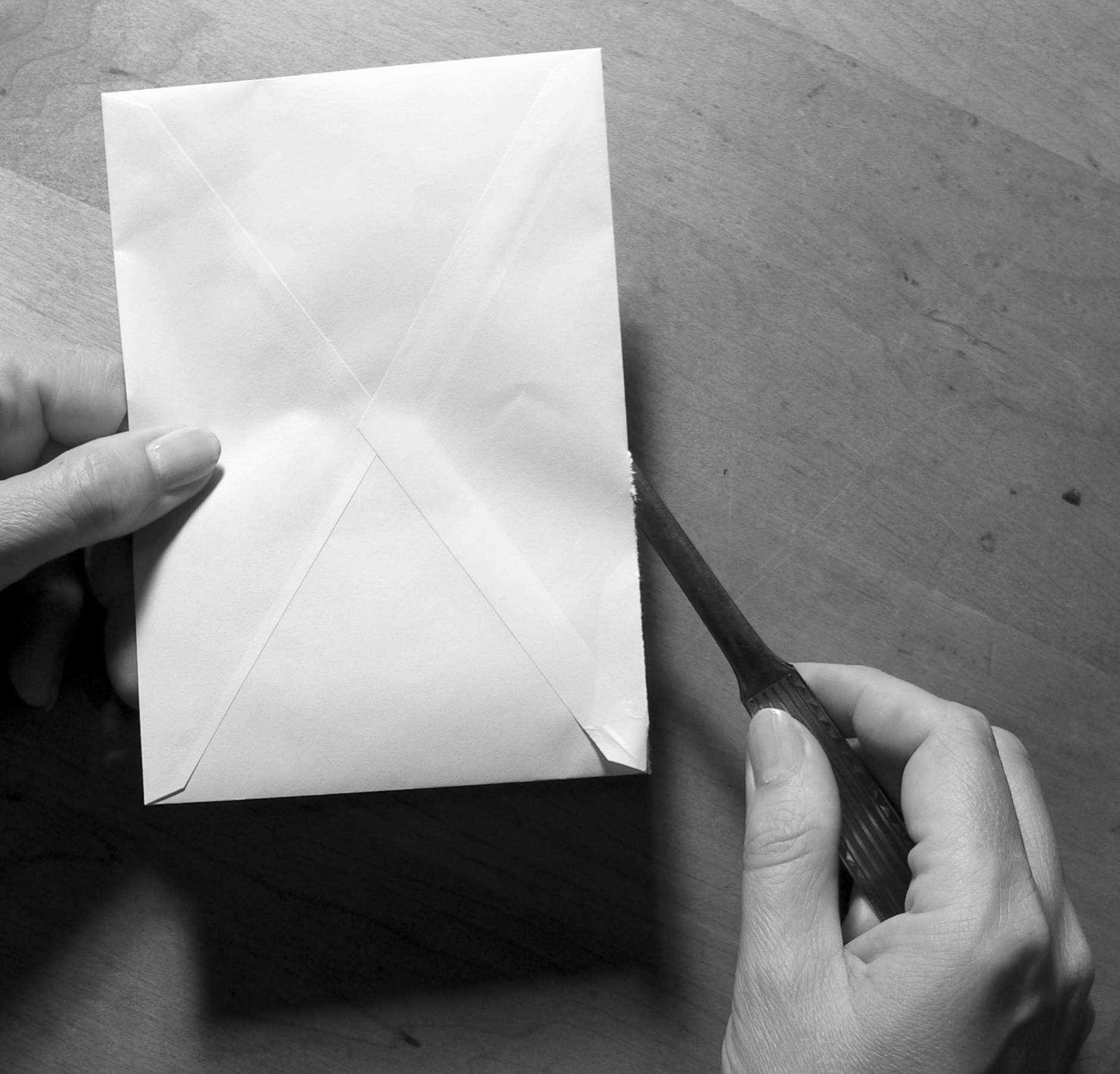

Listovní tajemství je jedno ze základních lidských práv a svobod přiznaných v České republice Listinou základních práv a svobod. Člověk je má ze samé podstaty toho, že je lidskou bytostí. Jako takové je nezadatelné, nezcizitelné, nepromlčitelné a nezrušitelné.
Trestní zákoník definuje porušení tajemství dopravovaných zpráv a sankci takto:
| „                   | § 182 Porušení tajemství dopravovaných zpráv (1) Kdo úmyslně poruší tajemství a) uzavřeného listu nebo jiné písemnosti při poskytování poštovní služby nebo přepravované jinou dopravní službou nebo dopravním zařízením, b) datové, textové, hlasové, zvukové či obrazové zprávy posílané prostřednictvím sítě elektronických komunikací a přiřaditelné k identifikovanému účastníku nebo uživateli, který zprávu přijímá, nebo c) neveřejného přenosu počítačových dat do počítačového systému, z něj nebo v jeho rámci, včetně elektromagnetického vyzařování z počítačového systému, přenášejícího taková počítačová data, bude potrestán odnětím svobody až na dvě léta nebo zákazem činnosti. | “ |
| — Zákon 40/2009 Sb. | |   |

## Historie ochrany listovního tajemství v českých zemích

### Rakousko–Uhersko
Ochranu listovního tajemství zaručovala již rakousko–uherská ústava z roku 1867, která stanovila, že „Listovní tajemství nesmí být porušeno, zabavení dopisu smí nastat v případě zákonného zatčení, či domovní prohlídky.“
Výklad k tomu upřesňoval, že „Otevírati cizí dopisy, nebo dokonce přisvojiti si dopis jinému adressovaný (sic) jest už rakouským ústavním zákonem přísně zakázáno. Každé jednání proti těmto zásadám prohlašuje se za přestupek. Spáchá-li přestupek tento kterákoliv úřední osoba ve vykonávání úřadu či služby, vystavuje se nebezpečí šestiměsíčního vězení...“

### První republika a socialistické Československo
Ústavní zákon 293/1920 Sb. ze dne 9. dubna 1920 o ochraně svobody osobní, domovní a tajemství listovního zaručoval v části III. ochranu listovního tajemství s tím, že výjimky stanoví zákon.
Obdobně zaručovaly listovní tajemství poválečné ústavy. Ústava ze dne 9. května 1948 (Ústava Československé republiky) uváděla: „Nikdo nesmí porušovat tajemství uzavřených listů ani jiných písemností, ať chovaných v soukromí, ať zasílaných poštou nebo jiným dopravním prostředkem, leč v případech zákonem stanovených a způsobem podle zákona upraveným. Obdobně je chráněno tajemství zpráv podávaných telefonem, telegrafem nebo jiným takovým veřejným zařízením.“
Obdobně socialistická ústava, ústavní zákon č. 100/1960 Sb. ze dne 11. července stanovila, že „Nedotknutelnost obydlí, listovní tajemství a tajemství dopravovaných zpráv, jakož i svoboda pobytu jsou zaručeny.“

#### Porušování listovního tajemství za socialismu
Za socialismu bylo toto ústavní právo porušováno kontrolou vybrané korespondence. Na to upozorňoval např. dopis Charty 77 Federálnímu shromáždění, České a Slovenské národní radě a Ministerstvu spojů ČSSR z října 1987. Dle někdejšího ředitele Poštovního muzea Praha, PhDr. Jana Galušky, čerpajícího z pramenů poštovního muzea, bylo na počátku 50. let přes sedm set tisíc prověřených zásilek a po podpisu Charty 77 dokonce přes sedm desítek milionů zásilek zkontrolovaných agenty StB.

### Současnost
Ochrana listovního tajemství je rozšířena i na elektronickou komunikaci. Zaměstnavatel např. nesmí číst zaměstnancovy e-maily, a to ani tehdy, je-li použito jeho technické vybavení (počítače, servery). Za stanovených podmínek je ale oprávněn kontrolovat zneužití své výpočetní techniky.

## Úprava listovního tajemství v Listině základních práv a svobod
Článek 13 Listiny uvádí: Nikdo nesmí porušit listovní tajemství ani tajemství jiných písemností a záznamů, ať již uchovávaných v soukromí, nebo zasílaných poštou anebo jiným způsobem, s výjimkou případů a způsobem, které stanoví zákon. Stejně se zaručuje tajemství zpráv podávaných telefonem, telegrafem nebo jiným podobným zařízením.
Listovní tajemství se netýká pouze obsahu zásilek, ale také informací o odesilateli a adresátovi, místu a čase. Formulace "jiným podobným zařízením" myslí na technický vývoj, což zaručuje stejné právo na důvěrnost i u jiné soukromé distanční komunikace (e-mail, telefon, pager atd.). To ovšem neplatí v případě sociálních sítí či homepages, kdy uživatel od počátku ví, že vstupuje do veřejného prostoru.

## Omezení listovního tajemství
Listovní tajemství patří mezi základní lidská práva relativní a jako takové může být na základě zákona v míře nezbytně nutné omezeno, a to pouze v případě kolize s lidskými právy jiného nebo s ústavním pořádkem. Podmínkou pro omezení základních lidských práv a svobod je dodržení principu proporcionality (tzn. prostředky zvolené pro omezení musí být vhodné k dosažení stanoveného cíle, potřebné, bez nichž by nebylo možno cíle dosáhnout, a spravedlivě únosné, tedy vyrovnaný poměr omezení a přínosu ve prospěch veřejnosti).

### Důvody omezení listovního tajemství v trestním právu
Nejvíce důvodů omezení tohoto práva najdeme v trestním právu (trestní zákoník i trestní řád).
Zachovávat listovní tajemství jsou povinni všichni občané. Porušení listovního tajemství může založit odpovědnost za trestný čin porušení tajemství dopravovaných zpráv podle § 182 trestního zákoníku (dále jen TZ) nebo trestný čin porušení tajemství listin a jiných dokumentů uchovávaných v soukromí dle §183 TZ.
V trestním právu procesním jsou instituty, které umožňují za splnění zákonných podmínek osobám činným v trestním řízení prolomit listovní tajemství. Průlom do ochrany listovního tajemství je možný v trestním řízení pomocí institutů zadržení a otevření zásilek, jejich záměna sledování dle § 86, 87, 87a a 87b a odposlech a záznam telekomunikačního provozu dle § 88 a 88a trestního řádu. Takový postup je možný pouze v odůvodněných případech, je-li to nutné k objasnění skutečností důležitých pro trestní řízení, přičemž rozhodování o otevření zásilky či o její záměně je svěřeno do kompetence soudu.

### Některá další omezení listovního tajemství
Další důvody k omezení listovního tajemství můžeme najít například v celním zákoně nebo v zákoně o poštovních službách.
V celním zákoně se k omezení listovního tajemství vztahuje ustanovení hlavy páté, dílu druhého výkon celního dohledu a celní kontroly, a to v případě vnitřní kontroly zásilek, existuje-li důvodné podezření na přepravu nelegálního obsahu nebo obsahu, u kterého hrozí krácení na daních. O kontrole musí být na obalu proveden řádný záznam.
Zákon o poštovních službách 
řeší problematiku nedoručitelných zásilek. Provozovatel poštovní služby smí otevřít zásilky, které nelze doručit ani vrátit, v případě, že existuje důvodné podezření na nebezpečnost nebo nedovolenou povahu obsahu zásilky, je poškozena, dodání by mohlo zapříčinit škodu, případně že je to přímo uloženo provozovateli poštovní služby zvláštními předpisy (např. zákon na ochranu zvířat).

## Listovní tajemství v pracovním právu
Problematiku listovního tajemství v této oblasti řeší zákoník práce. Dle § 301 zaměstnanci, kteří používají počítač či telekomunikační zařízení v pracovní době k vyřizování emailů osobní povahy, porušují pracovní kázeň, protože řádně nevyužívají pracovní dobu, případně zařízení zaměstnavatele (počítač, telefon apod.). Ovšem zaměstnavatelé, kteří by takovou komunikaci kontrolovali, by porušili listovní tajemství.
Zákoník práce vymezuje možnosti zaměstnavatele v § 316 odst. 1: Zaměstnanci nesmějí bez souhlasu zaměstnavatele užívat pro svou osobní potřebu výrobní a pracovní prostředky zaměstnavatele včetně výpočetní techniky ani jeho telekomunikační zařízení. Dodržování zákazu podle věty první je zaměstnavatel oprávněn přiměřeným způsobem kontrolovat. Zaměstnavatel podle tohoto paragrafu sice nesmí bezdůvodně narušovat zaměstnancovo soukromí sledováním, odposlechy nebo kontrolou korespondence, ale přiměřenou kontrolu provádět může. O přiměřené kontrole v § 316 zákoník práce říká, že má-li zaměstnavatel závažný důvod, může k prověřování dojít, za podmínky, že zaměstnance informuje o rozsahu a způsobu kontroly.
Ustanovení § 316 zahrnuje jak možnost kontroly soukromé elektronické pošty zaměstnance, tak i oprávnění zaměstnavatele kontrolovat využívání služebního počítače k surfování a vyhledávání různých stránek. Co se týče surfování na zařízení zaměstnavatele v pracovní době, je zaměstnavatel oprávněn provádět takové kontroly bez omezení.

## Listovní tajemství v mezinárodním právu
Stejně jako v ČR i v Evropě má listovní tajemství dlouhou tradici. Patrně poprvé se vyskytuje již v belgické ústavě z roku 1831. Toto právo je v legislativě zakotveno kvůli významné roli práva na soukromí.
V Evropě zaštiťují základní lidská práva dva dokumenty. Prvním je Úmluva o ochraně lidských práv a základních svobod (dále jen EÚPL), kde spadá listovní tajemství pod čl. 8 právo na respektování rodinného a soukromého života a soudní ochranu v rámci EÚLP poskytuje Evropský soud pro lidská práva. Druhým je Listina základních práv Evropské unie (dále jen LZPEU), v čl. 7 respektování soukromého a rodinného života. Ochranu v rámci LZPEU poskytuje Soudní dvůr Evropské unie.
Z rozhodnutí Evropského soudu pro lidská práva vydaného 12. ledna 2016 v otázce monitorování soukromé komunikace zaměstnance ze strany jeho zaměstnavatele plyne, že pokud zaměstnavatel zakáže používat internetové připojení na pracovním zařízení pro soukromé účely, má právo kontrolovat, je-li tento zákaz dodržován, aniž by tím došlo k porušení práva zaměstnanců.